# Rock in Opposition
Rock in Opposition (RIO) war Ende der 1970er Jahre eine lose Vereinigung europäischer Bands und entwickelte sich später als Synonym für AvantProg zum Stilbegriff für einen Ausläufer des Progressive Rock. Startpunkt der Bewegung war ein einmaliges Musikfestival gleichen Namens, das 1978 in London stattfand. Seit 2007 wird unter Beteiligung von Musikern der damaligen Bewegung ein jährliches Festival in Carmaux veranstaltet.

## Geschichte
Die Bewegung geht auf die britische Band Henry Cow um den Schlagzeuger Chris Cutler zurück. Er lud 1978 vier europäische Bands ein, um am 12. März des Jahres im New London Theatre ein Festival mit dem Namen Rock in Opposition und dem Slogan „The music the record companies don’t want you to hear“ zu veranstalten. Hintergrund waren die frustrierenden Erfahrungen mit der Musikindustrie, die Henry Cow zufolge an solchen Bands und an musikalischer Qualität nicht interessiert war, Bands zu künstlerischen Kompromissen zwang und sie finanziell ausbeutete. Die Teilnehmer waren neben Henry Cow Stormy Six aus Italien, Samla Mammas Manna aus Schweden, Univers Zéro aus Belgien sowie Etron Fou Leloublan aus Frankreich. Auffällig war dabei der europäische Charakter der Veranstaltung, der sich bewusst angloamerikanisch dominierten Musikstilen und Plattenfirmen entgegensetzte. Das Festival wurde von 450 Personen besucht und es gab weltweite Medienberichte, doch trotz eines 1000-£-Zuschusses des British Arts Council blieb die Veranstaltung defizitär.
Ursprünglich war keine formale Organisation vorgesehen, doch das Bedürfnis nach einer solchen entstand seitens der beteiligten Bands. So trafen sie sich am 8. Dezember 1978 in den Sunrise Studios in Kirchberg SG, um ein Programm oder Manifest aufzusetzen. Trotz vieler Meinungsverschiedenheiten einigten sich die Bands darauf, dass ein Netzwerk zur Organisation von Auftritten und zum Schallplattenverkauf (z. B. über Cutlers Recommended Records) aufgebaut werden sollte. Außerdem wurden folgende Aufnahmekriterien für zukünftige Mitglieder festgelegt:
- Musikalische Spitzenleistung
- Aktive Arbeit außerhalb des Musikgeschäfts
- Soziales Engagement für Rockmusik

Art Bears, Art Zoyd und Aksak Maboul wurden zu neuen Mitgliedern erklärt. Es folgten weitere Festivals in Italien, Schweden und Belgien, danach kamen die formalen Aktivitäten zum Erliegen. Rock in Opposition hatte jedoch etwas angestoßen. Einige Musiker setzten ihre Zusammenarbeit fort, andere Bands begannen im Geiste der Bewegung zu arbeiten, so dass der Begriff Rock in Opposition weiterlebte. Er wurde schließlich oft synonym zu AvantProg gebraucht, also als reine Stilbezeichnung für verschiedene experimentelle oder avantgardistische Spielarten und Subgenres des Progressive Rock.

## Musikstil
Musikalisch bewegten sich die ursprünglichen RIO-Gruppen im Bereich des Progressive Rock, dessen klassische Vertreter sich Ende der 1970er neuen Stilrichtungen zuwandten oder getrennte Wege gingen. Trotz der stilistischen Ungleichheit zwischen den RIO-Bands lässt sich als Unterscheidungsmerkmal gegenüber dem klassischen Progressive Rock eine Abwendung von dessen melodieseliger Seite festhalten, die sich in einer experimentelleren Orientierung mit deutlichen Einflüssen aus Folk, Jazz, der Kammermusik, der Neuen Musik oder der klassischen Avantgarde des 20. Jahrhunderts äußert.
Die eigentliche RIO-Verbindung löste sich zwar schnell auf, als RIO werden heute aber immer noch Bands bezeichnet, die sich musikalisch in dieselbe Richtung bewegen. In diesem Zusammenhang wird RIO auch oft als AvantProg bezeichnet. Beispiele für spätere Bands sind:
- aus Großbritannien: News from Babel, Cassiber, The Work, The Last Nightingale, Duck and Cover, Science Group, Massacre, Guapo
- aus Frankreich: NeBeLNeST
- aus Belgien: Present
- aus den Vereinigten Staaten: Skeleton Crew, Keep the Dog, Thinking Plague, 5uu’s, U Totem, Motor Totemist Guild
- aus Kanada: Miriodor
- aus Israel: Ahvak

## Festivals

### In Carmaux
Im April 2007 gab es wieder ein Rock-in-Opposition-Festival im Maison de la Musique de Cap Découverte in Carmaux, Frankreich. Veranstalter waren Roger Trigaux von Present zusammen mit Michel Besset, die nur Musiker einluden, die dem RIO-Konzept folgten. Es spielten Magma, Faust, das Peter Blegvad Trio (mit Chris Cutler und John Greaves), Salle Gaveau, Present, Zao, Mats Morgan Band, Guapo und NeBeLNeST.
Im September 2009 gab es ein 2. RIO-Festival, das wieder in Carmaux stattfand. Es spielten Electric Epic, Magma, Charles Hayward, Aranis, Combat Astronomy, Koenjihyakkei, Yolk, The Muffins, Present, Guapo, Univers Zéro und Present zusammen mit Univers Zéro.
Beim 3. RIO-Festival in Carmaux traten 2010 auf: Gong, Art Bears Songbook, Sleepytime Gorilla Museum, Jannick Top/Infernal Machina, Thierry Zaboitzeff, Caspar Brötzmann Massaker, Rational Diet, Full Blast, Miriodor, Genevieve Foccroulle und Aquaserge.
Im Jahr 2011, beim 4. RIO-Festival von Carmaux spielten die belgischen Gruppen Present, Univers Zéro und Aranis gemeinsam als eine 17-köpfige Band namens Once Upon a Time in Belgium. Außerdem traten auf: Alamaailman Vasarat, Vialka, Yugen, Gargantua, Panzerballett, Jack Dupon, Grumpf Quartet, Sax Ruins vs. Ruins Alone vs. Ono Ryoko, Dispositivoperilanciobliquodiunasferett. Bei diesem Festival drehten Adele Schmidt und José Zegarra Holder den Dokumentarfilm Romantic Warriors II: A Progressive Music Saga About Rock in Opposition.
Für das 5. RIO-Festival im Jahr 2012 wurden eingeladen: Kafka & B. De La Fuente, Caravan, One Shot, Spoke Orkestra, We Insist!, Strange Enquête, Thinking Plague, Magma, Mr le Directeur, Masterclass Christian Vander, FAT 32, Erik Baron und Hassan k. Außerdem wurde Romantic Warriors II gezeigt.
Beim 6. Festival im September 2013 traten auf: L’Enfance Rouge, Aranis, We Insist!, Faust, Cheer-Accident, Univers Zéro, Poil, Soft Machine, Korekyojinn, miRthkon, Senogul, Guapo, Nullstellensatz, Panzerpappa, Ulan Bator, Present.
Beim 7. Festival im September 2014 spielten: Artaud Beats, Artus, Caillou, Chromb!, Doctor Nerve, Fred Frith, Le*Silo, Magma, ni, Offering, Stabat Akish, The Young Gods.
Beim 8. Festival im September 2015 spielten Aquaserge, Ukandanz, Present, Rêve Général, Art Zoyd, Mats & Morgan, Pryapisme, Happy Family, Alec K Redfearn and the Eyesores, Secret Chiefs 3 und The Very Big Experimental Toubifri Orchestra. Als Besonderheit wurde das 44,5-jährige Bestehen von Art Zoyd gefeiert, indem Gérard Hourbette und Thierry Zaboïtzeff eine 10-köpfige Band reformierten und mit einer Retrospektive von 1976 bis zur heutigen Zeit auftraten.
Beim 9. Festival im September 2016 spielten No Noise No Reduction, Pixvae, Nippon Eldorado Kabarett, CICALA MVTA, Jump for Joy, Magma, Richard Pinhas & Arthur Narca, Uz Jsme Doma, ApOllonius AbRaham ScHwarz, Upsilon Acrux, und Half the Sky. Letztere Band spielte ausschließlich Musik der 2013 verstorbenen Lindsay Cooper, die als RIO-Musikerin der ersten Stunde in vielzähligen Projekten involviert war.
Beim 10. Festival im September 2017 spielten Aranis, Cheer Accident, Faust, Le Silo, Miriodor, Trans-Aeolian Transmission, Gong, Acid Mother Temple, A.P.A.T.T., In Love With, Guapo, Slapp Happy.

### In Würzburg
Des Weiteren treten sowohl Gruppen aus den frühen Jahren des RIO, als auch jüngere im deutschsprachigen Raum regelmäßig bei Konzerten der Musikinitiative FreakShow Würzburg auf. In deren Rahmen traten sowohl auf Einzelkonzerten wie auch bei den seit 2001 alljährlich stattfindenden FreakShow Artrock-Festivals u. a. Univers Zéro, Present, Doctor Nerve, Cheer-Accident, Thinking Plague, Sleepytime Gorilla Museum, Guapo, 5uu’s, October Equus, Rational Diet, Yugen, Discus und Aranis auf, manche davon auch mehrfach. Geographisch sind hierbei zahlreiche Nationen vertreten: von langjährigen RIO-Herkunftsländern wie Belgien, Großbritannien und den USA reicht die Bandbreite innerhalb der genannten Bands über Spanien und Italien bis hin zu Weißrussland und den Philippinen.